# Anemone punctulata
Anemone punctulata är en ranunkelväxtart som beskrevs av H. Riedl. Anemone punctulata ingår i släktet sippor, och familjen ranunkelväxter. Inga underarter finns listade i Catalogue of Life.